# 張幼安
張幼安（1590年代—1640年代），字甯倩，號枕公，山東東昌府聊城縣人，明朝政治人物。

## 生平
張幼安本名張宿，因仰慕東漢高士管寧而更名張幼安，在萬曆四十六年（1618年）中舉人；當時父親、萬曆二十九年進士張鳳翔忤逆魏璫下獄，他上書為父親以身贖罪，次年二人一同被謫戍陝西。
崇禎七年（1637年）張幼安成進士，獲授威縣知縣，寬免舊有科派和俵解徵收，舒緩民困，又上陳救窮民三法與去除三大弊：「除驛馬幫貼，除詞訟科罰，除庫藏借動」。令主政者感動，於畿輔實行。三年後他的聲望大著，代理曲周、邯鄲縣事時釐剔夙奸，獲當地人立碑頌德；十一年（1638年）威縣戒嚴，他前往清河打算借兵解困，遂以此遭誣陷，証實清白後因病去世，年四十九歲，有《實救窮民三事》、《筆疇辰告》、《瓠菴小言》等著作，入祀威縣名宦祠。

## 家族
曾祖张瑾，赠资政大夫工部尚书；祖张道情，封文林部赠资政大夫工部尚书；父张凤翔，辛丑进士、资政大夫工部尚书。

## 引用
1. 1 2  宣統《聊城縣志·卷八·人物志》：張幼安，字甯倩，鳳翔子，初名宿，慕管甯為人更名焉。萬厯四十六年舉人，會父忤魏璫下獄，上書請以身贖罪，明年謫戍陝西隨之往；崇禎七年登進士，出知威縣，上實救窮民三法，又陳除大弊三：一驛馬幫貼，一詞訟科罰，一庫藏借動，當路感動，徧行畿輔著為令。在威三年清聲大著，又攝曲周、邯鄲，釐剔夙奸，立碑頌德；十一年威縣戒嚴，幼安出走清河欲借兵自解，遂以誣就逮，已而得白，尋以疾卒，年四十九，著有《筆疇辰告》、《瓠菴小言》。
2. ↑  《崇祯七年甲戌科进士三代履历便览》：张幼安，曾祖瑾，赠资政大夫工部尚书；祖道情，封文林部赠资政大夫工部尚书；父凤翔，资政大夫工部尚书辛丑。枕公，春秋一房，丁未年三月初五日生，东昌府堂邑县人，戊午乡试三十七，会二百十七名，三甲一百九十九名，大理寺观政，乙亥授威县知县。
3. ↑  民國《威縣志·卷五· 宦績志》：張幼安，山東堂邑進士，崇禎八年任（威縣知縣），舊有無名科派及俵解徵收等悉為蠲之，民困以蘇，著有《實救窮民三事》及《筆疇》一集，今祀名宦。 《廣平府志》、舊志